# Hofanlage Albertsmeier
Die Hofanlage Albertsmeier ist ein mit der Nummer 190 in die Denkmalliste der Stadt Bad Salzuflen im nordrhein-westfälischen Kreis Lippe in Deutschland eingetragenes Baudenkmal.
Die Eintragung erfolgte am 15. September 1993; Grundlage für die Aufnahme in die Denkmalliste ist das Denkmalschutzgesetz Nordrhein-Westfalens (DSchG NRW).

## Geographie

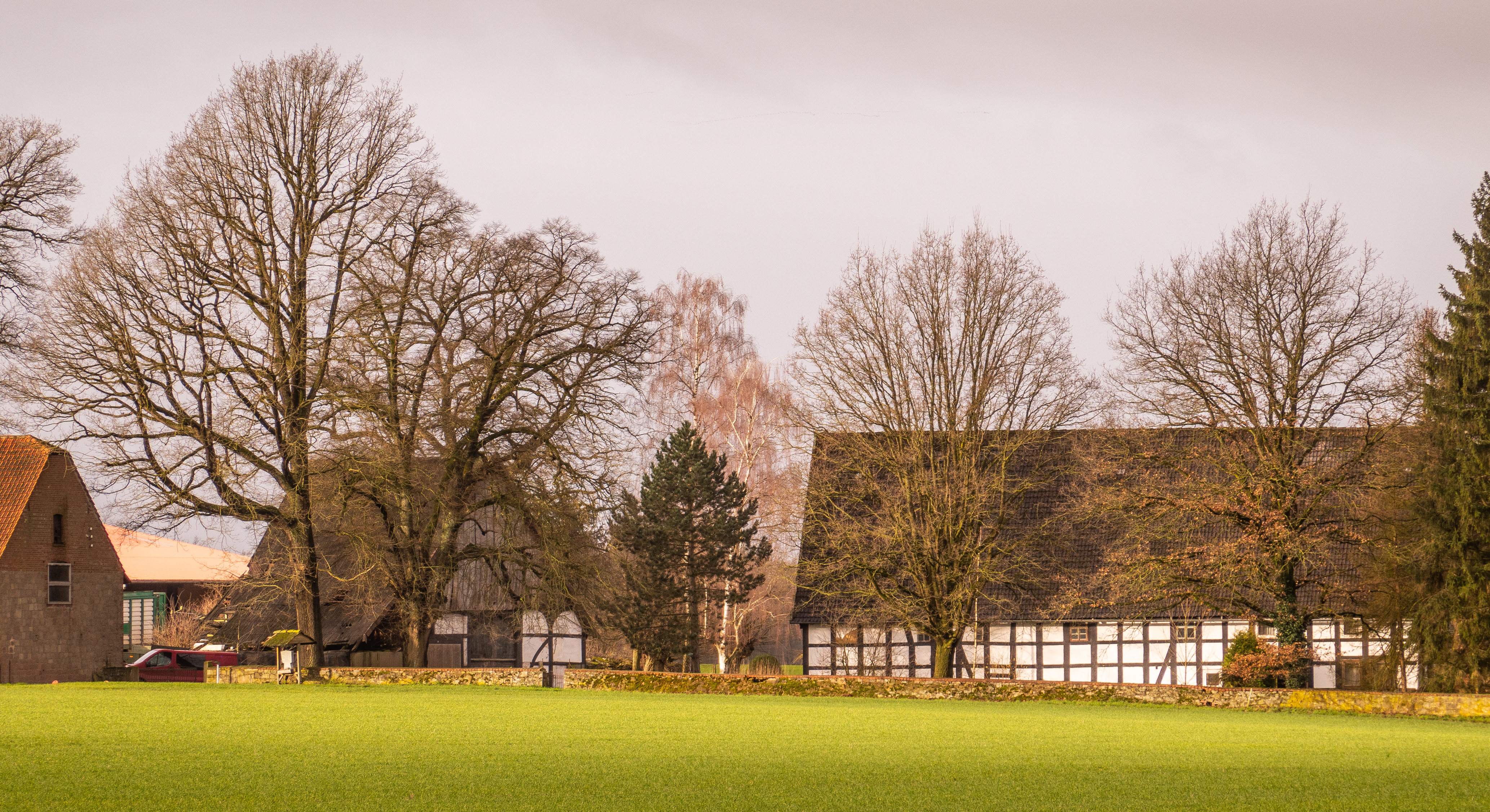
Hofanlage Albertsmeier

### Lage
Die Hofanlage liegt im Nordosten des Bad Salzufler Ortsteils Wüsten, nahe der Stadt- und Kreisgrenze zu Vlotho bzw. dem Kreis Herford.

Früher, vor der Zusammenlegung von Unter- und Oberwüsten lautete die Adresse „Unterwüsten Nr. 3“, mit der Eingemeindung nach Bad Salzuflen und der Vergabe von Straßennamen bekam der Hof Albertsmeier die neue Anschrift „Pehlen 3/3 d“.
„Pehlen“, ehemals „Pythelon“, „Pethelen“, „Pideln“ und „Pedeln“, leitet sich wohl aus „pith“ = „Sumpf“ und „loh“ = „Gehölz“ ab, = „ein sumpfiges Gebiet (beim Tal der Glimke) mit Gehölz“.

## Geschichte
Ursprünglich zur Grafschaft Ravensberg gehörend, kam der heute zu den ältesten Höfen in Wüsten zählende Hof im 17. Jahrhundert zu Brandenburg-Preußen, 1787, durch einen Gebietsaustausch vom Königreich Preußen zur Grafschaft Lippe, die 1789 zum Fürstentum Lippe erhoben wurde. Auch zur preußischen Zeit waren die Bewohner des Hofes in der Gemeindekirche zu Wüsten eingepfarrt.
Der 1717 geborene „Johann Otto Schrodermeier“ wird „Albers tho Pehlen“, mit seinem Enkel, „Johann Barthold“ (* 1787) wird erstmals der heutige Familienname „Albertsmeier“ genannt. Heute wird der Hof in achter Generation bewirtschaftet.

## Gebäude

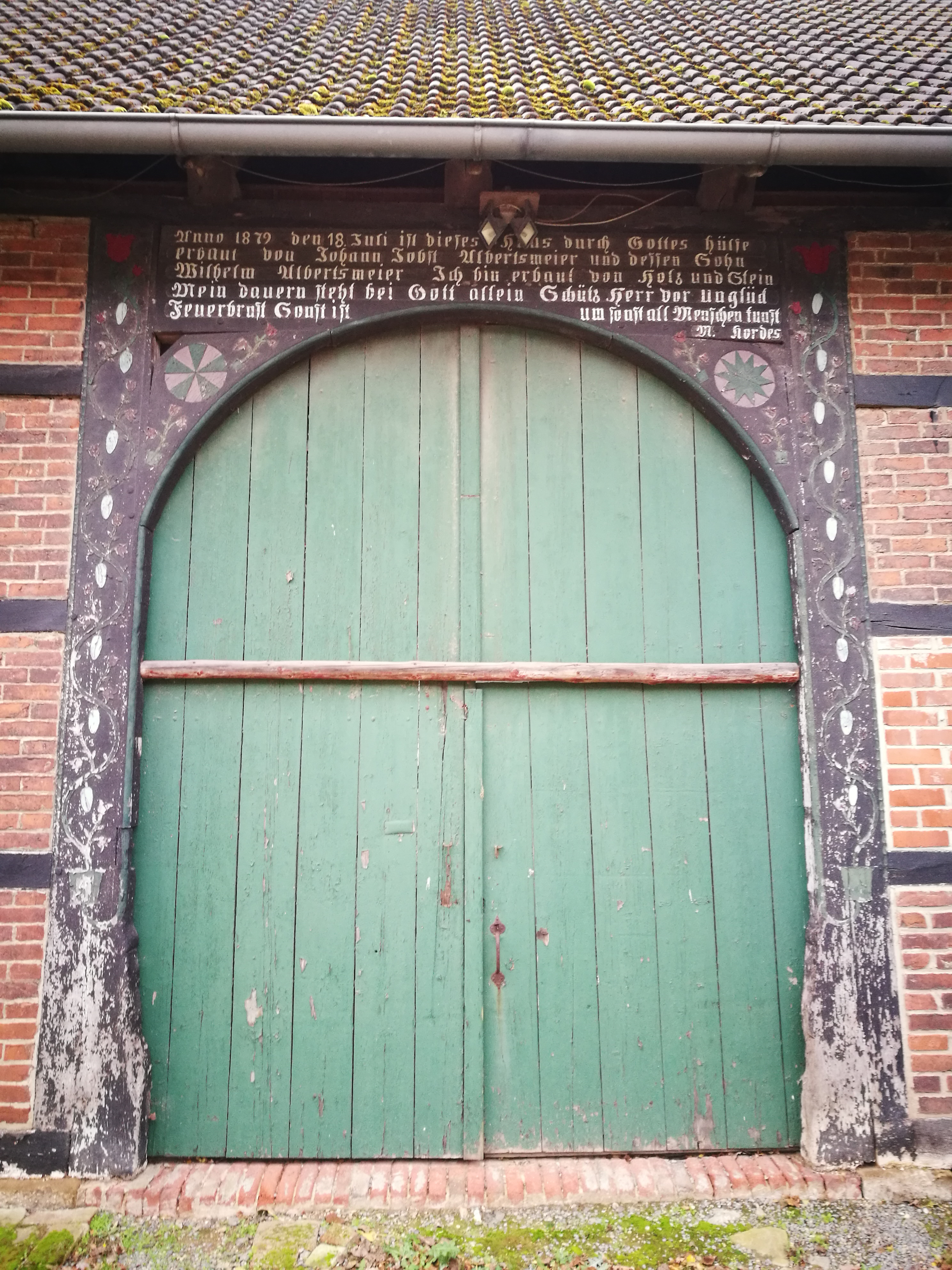
Torbogen der Leibzucht

### Hauptgebäude
Das Hauptgebäude wurde 1823 als Fachwerkbau errichtet: Johann Barthold (1787–1863) und seine Frau Anna haben es bauen lassen. Die Torbogeninschrift des Bauernhauses lautet:

„IM JAHR 1823 DEN 11 JULIUS HAT JOHAN - BARTOLDT ALBERTSMEIER·UND ANNA
WILHELMIENE SCHUPMANS·HABEN DIESES - HAUSZ LASEN BAUEN·SO·WIE EIN HAUS
DAS FEST IN EIN ANDER VERBUNDEN IST·NICHT ZERFAELT VOM STURMWIND·ALSO FÜRCH

TET SICH AUCH EIN MENSCH·WELCHER - - SEINER SACHEN GEWIS IST·VOR KEI
NEM SCHRECKEN ABER GOTT - - -  FURCHTEN IST DIE WEI(sheit)“

### Kötterhaus
Das Kötterhaus wurde 1743 erbaut. Die Torbogeninschrift lautet:

„ANNO 1743 DEN 19 JULY HAT JOHAN HINRICH SCHRÖDERMEIER UND ANNA IL
SABEIN PRUSNERS HABEN DIS HAUS BAUEN LASSEN DURCH·M·CUNRADT·DEPPE
WER GOTT VERTRAUET HAT WOHL GEBAUET IM HIMMEL UND AUF ERDEN
SOLI·DEO·GLORIA“

### Leibzucht
Die Leibzucht wurde 1879 erbaut, die Torbogeninschrift lautet:

„Anno 1879 den 18. Juli in dieses Haus durch Gottes hülfe
erbaut von Johann Jobst Albertsmeier und dessen Sohn
Wilhelm Albertsmeier. Ich bin erbaut von Holz und Stein
/Mein dauern steht bei Gott allein. Schütz Herr vor Unglück
Feuerbrunst. Sonst ist um sonst all Menschen kunst.
M. [Meister] Kordes“

### Remise
Die Remise, ein Wirtschaftsgebäude, das in der Regel an der rückwärtigen Grundstücksgrenze für Fahrzeuge oder Geräte errichtet wurde, ist das älteste Gebäude der Hofanlage. Es wurde 1686 errichtet und anfangs wohl als Bauernhaus genutzt. Die Torbogeninschrift lautet:

„ANNO 1686 DEN 10 IVNI [Juni] HAT IOHAN TONS HARDE VND SEIN HAVS
FRAWE ANNA CHATRINA ZV PEHLEN DIS HAVS LASSEN BAWEN
M·H·K·M“